# Kelet-Timor himnusza
A "Pátria" (Haza) a Kelet-timori Demokratikus Köztársaság nemzeti himnusza. A dallamát 1975-ben komponálta Afonso Redentor Araújo, a szövegét pedig Francisco Borja da Costa szerezte.
1975. november 28-án Kelet-Timor kikiáltotta függetlenségét Portugáliától és a dal az új állam himnusza lett. 1975. december 7-én azonban Indonézia lerohanta az országot. A megszálló katonák még aznap számos függetlenségi vezetőt meggyilkoltak, köztük Francisco Borja da Costá-t is.
A Pátria csak 27 évvel később, 2002. május 20-án zendült fel újra hivatalos nemzeti himnuszként, amikor Kelet-Timor a világ legfiatalabb demokráciájaként függetlenné vált Indonéziától.

## Szövege
Pátria, Pátria, Timor-Leste, nossa Nação.

Glória ao povo e aos heróis da nossa libertação.

Pátria, Pátria, Timor-Leste, nossa Nação.

Glória ao povo e aos heróis da nossa libertação.

Vencemos o colonialismo, gritamos:

Abaixo o imperialismo.

Terra livre, povo livre,

Não, não, não à exploração.

Avante unidos firmes e decididos.

Na luta contra o imperialismo

O inimigo dos povos, até à vitória final.

Pelo caminho da revolução.